# Nicotiana benthamiana
Nicotiana benthamiana är en potatisväxtart som beskrevs av Karel Domin. Nicotiana benthamiana ingår i släktet tobak, och familjen potatisväxter. Inga underarter finns listade i Catalogue of Life.

## Bildgalleri

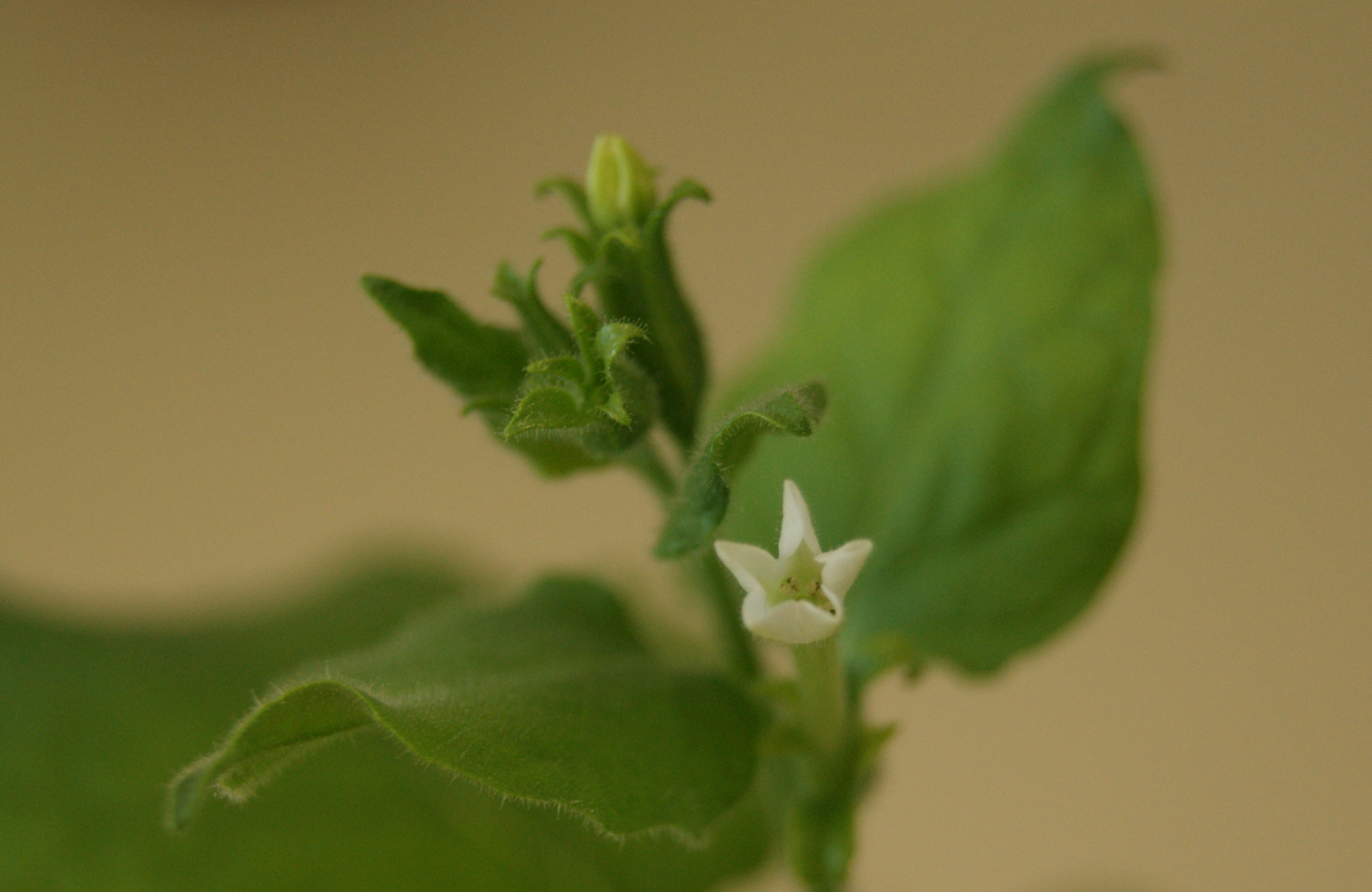